# Letteratura angolana
La letteratura angolana è costituita dalle opere scritte e pubblicate a partire dalla fine della prima metà dell'Ottocento da autori nati per la maggioranza in Angola prima dell'indipendenza (1975) o lì trasferitisi dal Portogallo o da altre colonie portoghesi. Tali opere rappresentano un insieme complesso sia per la nazionalità degli scrittori sia per la stratificazione linguistica dovuta alla storia del Paese a lungo colonizzato dai portoghesi. La letteratura scritta è composta principalmente in portoghese, ma esistono autori che si esprimono in una delle numerose lingue locali o creano una lingua ibrida tra il portoghese e gli idiomi angolani.

## L'Angola nel contesto della storia dell'Africa lusofona
L'Angola è uno dei cinque Paesi Africani denominati congiuntamente P.A.L.O.P., sigla che in portoghese indica i Países Africanos de Língua Oficial Portuguesa (gli altri sono: Capo Verde, Guinea-Bissau, Mozambico e São Tomé e Príncipe). Per "Paese africano di lingua ufficiale portoghese" s'intende una nazione nella quale si è optato per un regime di accentuata diglossia dove il portoghese, lingua ufficiale, è usato in contesti pubblici o in occasioni solenni ed è insegnato nelle scuole come prima lingua. Al contrario, le lingue native sono utilizzate nelle situazioni informali, nella quotidianità, a livello popolare e nell'ambito familiare.
I Paesi dell'Africa lusofona sono stati accomunati da cinque secoli di colonizzazione portoghese, che ha sottomesso anche culturalmente i Paesi dell'Império.
Secondo molti ciò che realmente lega Angola, Capo Verde, Guinea-Bissau, Mozambico e São Tomé e Príncipe è una realtà storica che, al di là delle distinzioni geografiche, linguistiche, etniche e culturali, incombe sul destino di questi Paesi. Di qui scaturisce, in tempi relativamente recenti, una volontà comune di riscoperta, ricostruzione e affermazione della cultura africana, in contrapposizione all'oppressione politica e culturale dei coloni bianchi.

Nei lunghi anni che precedono il 1975, quando le colonie ottengono la definitiva indipendenza, si è sviluppato un progetto per il raggiungimento dell'indipendenza politica che s'identificava a pieno col progetto di costruzione di un'autonoma cultura nazionale. Non a caso i principali esponenti della generazione militante (quella che dagli anni sessanta ha condotto la lotta per l'indipendenza) sono stati anche i maggiori poeti e scrittori della voce africana. Tra di loro si possono citare Amílcar Cabral, Agostinho Neto, Marcelino dos Santos. In generale quasi tutti gli autori e artisti africani hanno svolto un ruolo politico-sociale durante la lotta di liberazione anticoloniale, spesso ricoprendo importanti cariche pubbliche.
Parlando dell'Africa lusofona va segnalata una peculiarità di fondo che unisce i cinque Paesi che ne fanno parte. La pervasiva vicenda coloniale, la tarda indipendenza ottenuta con quasi un ventennio di ritardo rispetto agli altri Paesi Africani, e la conseguente durevole lotta di liberazione, lasciano un'ipoteca anche sullo sviluppo della letteratura e delle altre forme di espressione artistica.
L'area delle ex colonie portoghesi presenta, da un punto di vista strettamente quantitativo, una produzione letteraria inferiore rispetto alle altre ex-colonie africane di lingua francese o inglese. Per quanto riguarda invece il punto di vista contenutistico, l'epopea della liberazione e il problema dell'identità nazionale ricoprono un ruolo preponderante tra le tematiche trattate. Quella che prevale è sicuramente l'espressione poetica piuttosto che quella narrativa.

### LaNégritude
Agli albori del sentimento di indipendenza e rivalsa socio-politico-culturale si trovano numerosi movimenti culturali che coinvolgono non solo negros ma anche bianchi e meticci e che, nei primi decenni del secolo scorso, si riconoscono sotto l'etichetta di Renascimento Negro, Indigenismo o Negrismo. Questi movimenti si sviluppano inizialmente nelle Americhe, principalmente negli Stati Uniti, a Cuba, a Haiti e nei Caraibi proclamando l'ideale di uguaglianza di tutti i gruppi sociali e portando avanti l'intento di riscoprire il passato, delle tradizioni e del valore etnico-sociale di ciascun popolo, in particolare l'afro-americano e l'afro-caraibico.
Pochi anni dopo anche l'Europa è coinvolta da tale fermento culturale. È doveroso segnalare un movimento sorto a Parigi tra gli anni venti e trenta grazie all'iniziativa di alcuni scrittori e intellettuali africani e antillani. Esso prende il nome di Négritude, termine che esordisce in ambito letterario sul decimo volume della rivista Volonté in un testo poetico, Cahier d'un retour au pays natal, di Aimé Césaire, poeta della Martinica recentemente deceduto.
Obiettivi del movimento sono: la difesa del patrimonio culturale delle popolazioni di colore, la negazione di una possibile assimilazione a modelli esterni alla storia nero-africana e la conseguente creazione, in campo letterario, di una scrittura basata su temi, personaggi, ambientazioni paesaggistiche e tradizioni africane.
Grazie alla sua attività informativa e al suo indirizzo anticoloniale la Négritude diviene presto un essenziale punto di riferimento per i maggiori scrittori africani, lusofoni e non. Tuttavia, è nel corso degli anni sessanta che l'ideologia del movimento diventa oggetto di pesanti critiche, in particolare da parte degli autori emergenti dell'Africa di lingua inglese, soprattutto nigeriani. In effetti, un'esasperazione dei temi peculiari della Négritude, ha condotto, a volte, a una cieca valorizzazione della cultura negra fondata su stereotipi, cioè a un quasi ossessivo trattamento della tematica della razza, della Mãe Negra o Mãe Terra. Tutto questo ha irrimediabilmente finito per scontrarsi con le nuove prospettive di apertura dell'Africa alla modernità sulla via dell'indipendenza e dello sviluppo di una nazione.

Gli ideali della Négritude si formano sulla scia di entusiasmo tracciata dall'abolizione della schiavitù e s'ispirano alle idee anticolonialiste di W.E.B. Du Bois e degli scrittori della cosiddetta Harlem Renaissance, Langston Hughes e Claude McKay in prima linea. Proprio in America Settentrionale fanno fortuna quei personaggi che, nell'immaginario comune, sono eletti paradigmi esemplari del nero trionfatore fuori dalla propria patria. Fra questi si ricordano Joe Louis, Jesse Owens e Louis Armstrong. Gli Stati Uniti d'America risultano, così, fondamentali per innescare il processo di presa di coscienza e volontà di cambiamento, che porterà nel continente africano allo sviluppo di un ricco e variegato patrimonio artistico letterario (Larangeira, 1995, p. 28-29).

### La letteratura coloniale
Tutti i Paesi dell'Impero portoghese condividono una prima fase della letteratura. Questa è comunemente definita Literatura Colonial (Letteratura Coloniale), espressione che fa riferimento al modello letterario lusitano, ambito che traspare in maniera evidente dai testi scritti secondo il punto di vista del colonizzatore. In essi prevalgono personaggi di coloni bianchi mentre gli africani sono descritti secondo lo stereotipo del selvaggio, quasi non umanizzato, ridotto allo stato bestiale.
Va sottolineato che la popolazione delle colonie portoghesi è istruita solo in rari casi e gli alfabetizzati, os assimilados, non hanno accesso se non alle opere scolastiche.
In questo clima di analfabetismo, scarsità culturale e dominio europeo, la Letteratura Coloniale perdura almeno fino a tutto il quarto decennio del XX secolo. Essa è infatti ufficialmente incentivata come un vero e proprio strumento ideologico della dittatura salazarista al fine di conferire ai portoghesi l'immagine di coloro che scoprono un mondo primigenio e misterioso e legittimando così la civilizzazione e la dominazione degli africani.
Bisogna attendere l'imporsi di una coscienza africana e nazionale affinché si diffondano i primi lavori definibili come angolani, capoverdiani, guineensi, mozambicani e santomensi (Larangeira, 1995, p. 26-27).

## Storia letteraria d'Angola: dalla letteratura coloniale alla letteratura nazionale
Al di fuori della letteratura scritta, esiste una ricchissima letteratura orale africana, e nello specifico angolana. Uno dei primi studiosi dell'argomento, ovvero il linguista svizzero Héli Chatelain, ha fornito, con la sua raccolta di circa una cinquantina di racconti tradizionali in kimbundo e tradotti in inglese, il modello per successive e fondamentali opere anche dedicate ad altre aree linguistiche. La letteratura orale ha inoltre marcato con orme indelebili la letteratura scritta confermando la contaminazione tra cultura popolare e cultura colta.

### Gli albori della letteratura angolana
Prima dell'introduzione della stampa in Angola, datata al 1845, si può solo far riferimento a una scarsissima produzione letteraria nella quale includere opere appartenenti al suddetto periodo di Literatura Colonial o di Literatura luso-africana. Alcuni testi risalenti al XVII secolo possono essere definiti documenti poetici, tra cui i poemi citati da António de Oliveira de Cadórnega nell'História geral das guerras angolanas (Storia generale delle guerre angolane), il sonetto Soneto de um Mercador (Sonetto di un mercante) del governatore Luís Mendes de Vasconcelos e la Descrição da cidade de Luanda e Reino de Angola (Descrizione della città di Luanda e del Regno d'Angola).
Ad eccezione di queste primissime attestazioni, l'inizio della letteratura angolana è convenzionalmente fissato al 1849, quando il meticcio José da Silva Maia Ferreira (1827-1881) pubblica a Luanda Espontaneidades da Minha Alma - Às senhoras Africanas (Spontaneità della mia anima - Alle signore africane), raccolta poetica di sensibilità tardo-romantica. L'opera è ancora fortemente ispirata ai modelli europei per cui sarebbe inopportuno parlare di vera e propria letteratura angolana intesa come un sistema letterario indipendente (Laranjeira, 1995, p. 36).

### Il giornalismo letterario
Nel suo primo sviluppo la letteratura angolana consta di una fase prettamente giornalistica e comunemente conosciuta come fase dell'Imprensa Livre (Libera stampa). Tale periodo è di rilievo per la sua importanza culturale e si estende dalla fine degli anni cinquanta del XIX secolo fino ai primi anni venti del secolo successivo. Solo nell'ultimo quarto dell'Ottocento sono pubblicati più di cinquanta differenti titoli di periodici. In seguito all'apparizione della rivista letteraria A Aurora (L'aurora) che nel 1856 riuniva scrittori bianchi, mulatti e negros, esce il Boletim Oficial (Bollettino ufficiale) cui seguono numerosi giornali abolizionisti come A Civilização da África Portuguesa (La civilizzazione dell'Africa portoghese, 1866), altri definiti come proto-nazionalisti tra cui O Jornal de Luanda (Il giornale di Luanda, diretto da Alfredo Troni nel 1878) e O Pharol do Povo (Il faro del popolo). Alcune testate come l'Echo de Angola (L'eco dell'Angola) sono pubblicate dai così detti filhos da terra ("i figli della terra", ovvero discendenti di portoghesi ma nati nella colonia e che considerano l'Angola come loro unica patria) altre, tra cui si ricorda Mukuarimi, riportano articoli sia in portoghese sia in kimbundo, la lingua parlata nell'area della capitale Luanda.
Il XX secolo si apre con la pubblicazione in volume di un'importante raccolta di articoli intitolata Voz D'Angola Clamando no Deserto (La voce dell'Angola urlando nel deserto) e con la diffusione della rivista Luz e Crença (Luce e fede, 1902), promossa per l'Associação Literária Angolense (Associazione letteraria angolana). L'associazione s'identifica nel motto «Liberdade, Fraternidade, Igualdade» e si riconosce negli ideali repubblicani proponendo, oltre all'autonomia politica, lo sviluppo dell'istruzione e di una critica sociale e istituzionale. Tutte le suddette riviste, oltre alla denuncia degli abusi del colonialismo, perseguono la ricerca e l'affermazione di una peculiare identità angolana.
È in questi anni che si evidenziano scrittori quali José de Fontes Pereira, Abrantes Braga, Urbano Castro, Francisco Castelbranco, Silveiro Ferrerira, Paixão Franco, Domingos Van Dúnem, e che appartengono alla Geração de 1880 (Generazione del 1880) o del giornalismo letterario.
Fra tanti nomi spicca la figura di Alfredo Troni, nato in Portogallo a Coimbra nel 1845, ma vissuto a Luanda dai trenta anni fino alla morte, avvenuta nel 1904. Oltre che scrittore è stato giornalista e avvocato nonché fondatore e direttore di numerosi giornali. Dal punto di vista letterario è ricordato per il suo racconto, o noveleta, Nga Muturi che in kimbundo vuol dire “signora vedova”. Il testo è stato pubblicato nel 1882 e tratta in maniera realista il tema dell'assimilazione.
Quest'ampio e fecondo periodo giornalistico si protrae fino al 1926 quando è stroncato dalla legge di João Belo contro la libertà di stampa (Celani, 2003, p. 17).

### La risposta al fascismo: verso tematiche nazionali
Durante e dopo la censura fascista si afferma una fase letteraria di transizione che fonde temi africani e forme occidentali. I principali rappresentanti di questo periodo sono essenzialmente cinque. Due sono meticci: Geraldo Bessa Victor (1917-1990), poeta la cui lirica è caratterizzata dall'essere semplice e spoglia, e Oscar Ribas (1909-1961), narratore, poeta, romanziere e saggista dalla cui opera artistica traspaiono i suoi studi etnologici. In ambito poetico si distacca anche Tomás Vieira da Cruz (1900-1960), nato in Portogallo, ma che lavora a lungo in Angola come funzionario pubblico. Di lui si evidenzia la raccolta Quissange-saudade negra (Nostalgia Nera) e il volume di poemi Tatuagem (Tatuaggio). Sebbene utilizzi forme retoriche e metriche europee Vieira da Cruz è uno dei primi autori a cantare la bellezza della donna nera e mulatta.
Sul piano della narrativa si ricordano Assis Junior (1878-1960) e Castro Soromenho. Il primo diviene famoso con il romanzo O Segreto da Morta (Il segreto della morta) pubblicato nel 1934 con il sottotitolo Romance de costumes angolanos (Romanzo sui costumi angolani), libro che tratta problematiche sociali e psicologiche nella società angolana a cavallo tra Ottocento e Novecento. Il secondo, benché nato in Mozambico da genitori portoghesi, si trasferisce presto in Angola dove subito si dedica alla letteratura. Dopo una prima fase legata alla ricerca etnografica e alle tradizioni orali angolane, scrive, sotto l'insegna del Neorealismo, una trilogia dedicata ai drammatici rapporti tra amministrazione coloniale e popolazione africana: Terra morta (1949), Viragem (1957) e A chaga (1970). L'innovazione dei romanzi di Soromenho non è percepibile dallo stile né tantomeno dal linguaggio utilizzato (un portoghese europeo nel quale sono rare le interferenze di lessico autoctono, quasi sempre destinato alla connotazione di personaggi specifici) bensì nelle tematiche affrontate. L'autore procede a una narrazione dei fatti apparentemente non partecipata, nemmeno nella rappresentazione di episodi violenti, ma lascia trasparire apertamente l'opposizione tra colonizzatore e colonizzato, la segregazione razziale, il sopruso continuo non solo tra bianchi e neri, ma anche tra africani stessi (Celani, 2003, p. 18-19).

### Coscienza nazionale e coscienza letteraria
I decenni a cavallo fra la prima e la seconda metà del XX secolo rappresentano un arco cronologico fondamentale per la formazione della letteratura angolana in quanto componente imprescindibile della coscienza politica e dell'identità nazionale. Quest'epoca, decisiva per l'organizzazione letteraria e culturale dell'Angola, ha origine dal sorgere di movimenti come l'M.N.I.A. e la Casa dos Estudantes di Império (C.E.I.), dalla pubblicazione della rivista Mensagem e dal successivo sviluppo di iniziative come quelle di Cultura (I) e (II) e delle Edições Imbondeiro.

#### La Casa degli studenti dell'Impero
La Casa dos Estudantes do Império (C.E.I.) viene fondata a Lisbona negli anni quaranta dal regime dittatoriale salazarista con la principale funzione di riunire e appoggiare gli studenti provenienti da tutte le colonie lusitane. Inizialmente le finalità della C.E.I. comprendono attività di tipo prettamente sociale quali fornire mensa e assistenza medica o promuovere iniziative culturali. Ben presto la stessa istituzione che ospita i principali intellettuali africani e futuri padri dell'indipendenza angolana, mozambicana o guineense, si trasforma in un centro di diffusione della cultura africana e di divulgazione di importanti riviste e opere letterarie extra-europee. L'associazione è cruciale per il risveglio della coscienza nazionale, per la preparazione della lotta anticolonialista, per consentire l'accesso delle élite angolane alle produzioni letterarie e ideologiche esterne (poesia negro-americana e brasiliana, Négritude, marxismo) nonché per coordinare idee e azioni tra i gruppi delle diverse aree geografiche dell'Africa lusofona (Celani, 2003, p. 8).

#### Il Movimento dei nuovi intellettuali d'Angola
Negli stessi anni, e precisamente nel 1948, nasce all'interno dell'Associação dos Naturais de Angola (la cui sigla è ANANGOLA e in kimbundo significa "figli dell'Angola") il Movimento dos Novos Intelectuais de Angola (M.N.I.A.). Di pari passo con la volontà di riscoperta e valorizzazione del patrimonio culturale angolano il movimento risponde al motto «Vamos Descobrir Angola» («Andiamo a scoprire l'Angola»), impegnandosi nella creazione di una poesia autoctona che possa finalmente definirsi angolana. La prima pubblicazione dell'M.N.I.A. è la raccolta Antologia dos Novos Poetas de Angola (Antologia dei nuovi poeti d'Angola, 1950), nella quale appaiono, oltre a numerosi altri, i poeti Viriato da Cruz, António Jacinto e M. de Almeida Gomes.

#### Mensageme laGeração dos '50
Tre anni dopo, nel 1951, appare la rivista Mensagem ("Messaggio"), momento topico di questa nuova fase letteraria. Benché apparso solo per quattro numeri, divisi in due volumi (il secondo, che contiene i numeri due e quattro, esce nell'ottobre del 1952), il giornale segna l'inizio di una nuova avanguardia letteraria, quella della cosiddetta Geração dos '50, che condurrà in pochi anni a un preciso programma volto all'indipendenza, culturale e politica, della colonia dalla madrepatria.
Il progetto di Mensagem prevede un'ampia serie di iniziative tra cui la pubblicazione di opere, l'organizzazione di mostre, premi letterari e conferenze, ma anche la fondazione di scuole e biblioteche. Sulla rivista scrivono alcuni dei maggiori intellettuali dell'Africa lusofona: Viriato da Cruz, Agostinho Neto, António Jacinto, Mário de Andrade, Noémia de Sousa e José Craverinha, nomi fra cui si distaccano almeno tre figure di rilievo che necessitano un minimo di attenzione.

##### Viriato da Cruz
Viriato da Cruz (1928-1973) scrive solamente dieci poesie, di cui sei vengono raccolte nel 1961 nel volume Poemas (Poesie), ma ricopre un importante ruolo nel panorama letterario angolano. I suoi componimenti segnano il passaggio verso un nuovo stile della poesia angolana che si fa più attenta all'immediatezza, alla coralità e all'oralità. Viriato da Cruz è stato pioniere di un nuovo linguaggio che si sviluppa prediligendo la narratività di situazioni comuni, o tratte dalla tradizione orale, ed è basato su molti termini kimbundo. Di pari passo con l'attività letteraria, l'autore svolge un importante ruolo sociale e politico: oltre che divenire un personaggio cruciale per l'attività di Mensagem, è leader del MNIA, membro fondatore e primo segretario dell'MPLA dal quale si distacca nell'ultimo periodo della sua vita, spesa in parte in esilio sia prima sia dopo il 1975.

##### António Jacinto
António Jacinto do Amaral Martins (1924–1991) compone principalmente poesie, ma scrive anche racconti. Personaggio di spicco dell'MPLA (nei cui quadri direttivi assume la carica di direttore del Centro dell'Istruzione Rivoluzionaria, oltre che membro della Commissione Direttiva), viene arrestato e condannato a quattordici anni di prigione scontati per la maggior parte nel campo di concentramento di Tarrafal (Tarrafal, Capo Verde) dal 1960 al 1972. È inoltre leader del Movimento dei Nuovi Intellettuali d'Angola, cofondatore della rivista Mensagem (1951/52) e Ministro della Cultura dal 1975 al 1978. Inizia a scrivere poesie già negli anni quaranta, ma il successo arriva con le opere pubblicate dopo il '61 tra cui si ricordano Poemas (Poesie), pubblicate per la prima volta nel 1961 e poi nel 1982 con l'aggiunta di nuove poesie; Em Santiago (In Santiago, raccolta di poesie, 1985); Sobreviver em Tarrafal de Santiago (Sopravvivere nel Tarrafal di Santiago), raccolta di poesie composte durante la prigionia e pubblicate nel 1985. Si tratta di una rivisitazione molto personale della sua esperienza carceraria, ambito ristretto dove lo scrittore attua l'unica possibilità di sopravvivenza concessagli: una “evasione interiore”. Fábulas e Sanji (Favole e leggende), è un'altra raccolta di racconti e poesie scritti tra il 1968 e il 1972 poi pubblicata nel 1988. António Jacinto ha sempre tentato, nella sua opera, di mettere in primo piano le reali condizioni del popolo angolano superando le ormai obsolete tematiche della letteratura coloniale. Questo, assieme alla sua attività politica, l'ha reso maestro e guida della maggioranza degli scrittori della sua generazione e di quella successiva.

##### Agostinho Neto
Agostinho Neto (1922-1979) ricopre un posto di rilievo sia per la sua opera letteraria sia per quella politica. Nel 1962 è segretario dell'MPLA e dopo l'indipendenza viene eletto presidente della Nuova Repubblica Popolare d'Angola, carica che ricopre negli ultimi quattro anni della sua vita. Ha anche ricevuto diversi riconoscimenti internazionali. Nell'ambito poetico si citano le raccolte Quatro Poemas de Agostinho Neto (Quattro poesie di Agostinho Neto, 1957), Poemas (Poesie, 1961) e A Renúncia Impossível (La rinuncia impossibile, 1982). L'opera di maggior fortuna è A Sagrada Esperança (La sacra speranza, 1974) raccolta che unisce tre fasi poetiche: la prima neorealista che conta sedici componimenti scritti dal 1945 al 1950; l'adesione alla Négritude che include ventuno poesie dal 1949 al 1955 e infine la poesia di lotta che lega i testi tra il 1956 e il 1960. Per quanto riguarda la prosa vanno ricordati il racconto Náusea (Nausea) e una raccolta di riflessioni dedicate alla cultura angolana intitolate …Ainda o meu Sonho…(…Ancora il mio sogno…1980).
A ricevere l'esempio di Mensagem è una nuova rivista che vede la sua pubblicazione in due serie. La prima, di minor rilievo storico letterario, viene pubblicata tra il 1945 e il 1951 con il titolo Cultura (I). La seconda, Cultura (II), comprende dodici numeri usciti tra il 1957 e il 1960 ed ha l'intento di proseguire nella divulgazione della cultura angolana attraverso la pubblicazione di articoli di poesia, arti figurative e lingue africane. Tale progetto artistico-culturale è basato su un peculiare progetto rivoluzionario teso a sovvertire il sistema coloniale lusitano per la realizzazione di un'identità nazionale angolana. Tra i collaboratori di Cultura (II) si ricordano: Agostinho Neto, Fernando Costa de Andrade, Mário António, António Cardoso, Henriques Guerra, Arnaldo Santos, Henriques Abraches e José Luandino Vieira. Molti di questi autori pubblicheranno la maggior parte delle loro opere anche a distanza di decenni, ma è su Cultura (II) che debuttano.
Va segnalato inoltre un altro importante movimento culturale che si sviluppa negli anni sessanta in Angola, non nella capitale Luanda bensì nella città di Sá da Bandeira, l'attuale Lubango. Si tratta delle Edições Imbondeiro, casa editrice fondata dallo scrittore Leonel Cosme e dallo scrittore neorealista portoghese Garibaldino de Andrade.
Nella prima metà degli anni sessanta le Edizioni Imbondeiro pubblicano importanti antologie poetiche e narrative di autori africani come i Contos d'África (Racconti d'Africa, 1961), i Novos Contos d'África (Nuovi Racconti d'Africa, 1962) e l'Antologia poética angolana.

### Il periodo della lotta per l'indipendenza politica
La guerra di liberazione impone un lungo periodo di silenzio durante il quale molte opere possono solo circolare clandestinamente. Appartengono a questo gruppo non solo le poesie dichiaratamente militanti, ma anche diversi racconti e romanzi di quegli autori che, essendo stati arrestati e successivamente incarcerati a causa della loro opposizione al regime, dovranno aspettare l'indipendenza prima di poter pubblicare i loro testi. Durante questi anni di repressione, e nel periodo immediatamente successivo all'indipendenza, vedono la luce opere fondamentali nella storia della letteratura angolana.
Infatti, se per la poesia gli anni di maggior fioritura sono gli anni cinquanta, nell'ambito della narrativa emerge l'arco temporale che congiunge gli anni sessanta agli ottanta.
In questo ventennio scrivono alcuni dei loro capolavori i principali autori di narrativa e, seguendo il loro esempio, debuttano molti nuovi scrittori come Bonaventura da Silva Cardoso, Henrique Abranches, Manuel Pedro Pacavira e Manuel dos Santos Lima. Posto di spicco ricoprono almeno tre grandi maestri della narrativa: José Luandino Vieira, Uanhenga Xitu e Pepetela.

#### José Luandino Vieira
Nato in Portogallo nel 1935 da una famiglia di agricoltori, Vieira cresce a Luanda, città che oltre a conferirgli il soprannome usato come pseudonimo letterario, rimane lo sfondo privilegiato su cui si collocano la maggior parte dei suoi scritti di prosa. Luandino compone molte delle sue opere durante la prigionia nella stessa Luanda nel carcere di São Paulo e nel campo di concentramento di Tarrafal (Capo Verde). La sua produzione più nota si può far risalire quasi completamente all'epoca precedente alla Rivoluzione dei Garofani, benché gran parte delle sue opere sia pubblicata negli anni sessanta e ottanta.
L'autore, ritiratosi a vita privata nell'ultimo scorcio del Novecento, stupisce lettori e critici quando nel 2006 pubblica con l'Editorial Caminho il suo ultimo libro De Rios Velhos e Guerrilheiros - O livro dos Rios (I fiumi vecchi e guerriglieri – Il libro dei fiumi). Luandino ha sicuramente cambiato il corso della narrativa angolana soprattutto per le sue innovazioni linguistiche, sempre orientate verso la ricerca di neologismi ibridi (a metà tra il portoghese e la tradizione orale locale) e nuove forme sintattiche. Rimane a oggi uno dei maggiori, se non il principale, punto di riferimento per i narratori sia angolani sia lusofoni; tanto meno è da sottovalutare il continuo riconoscimento che la critica gli attribuisce sul piano internazionale (e non solo a livello europeo).

#### Uanhenga Xitu
Uanhenga Xitu è lo pseudonimo kimbundo di Agostinho André Mendes de Carvalho, scrittore e attivista politico incarcerato per vari anni a Tarrafal. La sua prima opera, il racconto «Mestre» Tamoda (Maestro Tamoda), esce nel 1974 e viene poi ripubblicato nel 1977 con il titolo «Mestre» Tamoda e outros contos (Maestro Tamoda e altri racconti). Il protagonista è un assimilato che dispensa lezioni di lingua portoghese esprimendosi in un linguaggio colto, di sua invenzione, grazie al quale spera di acquisire un miglior status sociale. La lingua si fa qui esempio diretto della contraddittoria realtà coloniale e dei conflittuali rapporti tra cultura colta europea e cultura popolare africana. Xitu affronta per la prima volta un tema che sarà poi ricorrente nelle sue opere successive: lo scontro tra tradizione ancestrale autoctona e modernità d'importazione occidentale, una dicotomia di valori che è evidenziata dall'opera civilizzatrice e oscurantista della colonizzazione portoghese.

#### Pepetela
Artur Carlos Maurício Pestana dos Santos è meglio conosciuto tramite il suo pseudonimo Pepetela che in umbundo significa “ciglio” (dell'occhio). L'autore, nato nel 1941, tralascia l'intento di un'originalità linguistica meticcia, preferendo esprimere l'angolanidade attraverso la riscrittura letteraria dei principali eventi che coinvolgono la sua nazione e fornendone nuove chiavi di lettura. Scrittore molto prolifico (non solo di romanzi ma anche di racconti e opere teatrali), Pepetela è ricordato soprattutto per il suo Mayombe. Il romanzo viene scritto nel 1971, in piena lotta armata, ma viene pubblicato solo nove anni dopo. Tema della narrazione è la vicenda di un gruppo di guerriglieri, con base nella foresta di Mayombe, che lotta per aprire un fronte di guerriglia in direzione di Cabinda, strategica enclave petrolifera sulla costa dell'Angola. Il romanzo, oltre ad offrire una fedele descrizione del periodo di lotta armata, dell'organizzazione dei gruppi militanti e della guerriglia stessa, tocca varie tematiche scottanti quali le preoccupazioni dei politici, la corruzione della classe dirigente, il problema della discriminazione razziale cui si connette quello delle divisioni tribali, nonché i diffusi timori per il futuro e per la fine dell'entusiasmo indipendentista. Mayombe inaugura, così, la fase critica della letteratura angolana, comune anche agli altri Paesi dell'Africa portoghese che si trovano inevitabilmente a scontrarsi con gravi preoccupazioni e problematiche economico-sociali post indipendenza (Celani, 2003, p. 27-28). Altro importante romanzo è A Geração da Utópia(1992) (La Generazione dell'Utopia, 2009) che rilegge il mito della lotta per l'indipendenza dividendosi in quattro parti ciascuna dedicata a un momento capitale della storia d'Angola a partire dal 1961. Tra le opere teatrali si ricorda A Rivolta da Casa dos Ídolos (La Rivolta della Casa degli Idoli, 1979), allegoria dell'epopea anti-coloniale, ambientata nell'Angola del XV secolo e centrata su una rivolta popolare contro i colonizzatori portoghesi.

#### LaGeração de '70
Gli anni settanta sono caratterizzati anche da un maggior sperimentalismo in campo poetico grazie agli autori della cosiddetta Geração de '70 (Generazione degli anni settanta) che conta tra le sue file scrittori quali João - Maria Vilanova, David Mestre, Ruy Duarte De Carvalho, Jofre Rocha, Manuel Rui e Arlindo Barbeitos. Questi poeti, pur non costituendo mai un vero e proprio movimento letterario, sono tuttavia legati a un preciso contesto storico-politico che segna il pesante isolamento culturale in cui versa Luanda negli ultimi anni della lotta anti-coloniale. Ciò costituisce un fattore essenziale che marca la loro produzione poetica.
L'11 novembre del 1975 rappresenta non solo l'enorme svolta politica che porta l'Angola all'indipendenza e alla costruzione della propria identità nazionale, ma è anche un importante evento che influisce positivamente l'ambito letterario. Già nel dicembre dello stesso anno il nuovo governo fonda l'União dos Escritores Angolanos (Unione degli Scrittori Angolani), associazione di numerosi scrittori che ha come primo segretario Luandino Vieira e Agostinho Neto quale promotore. Dedicandosi principalmente alla diffusione della cultura e della letteratura nazionale, l'U.E.A. pubblica numerose opere letterarie e una rivista Lavra & Ofícina.
È in quest'ambito che nasce la Brigada Jovem da Literatura, associazione che ha il principale scopo di riunire i nuovi scrittori angolani, pubblicando tre numeri di una propria rivista Aspiração, alla quale si oppone negli anni 1986 e 1987 un altro giornale, Archote, il quale contesta che la Brigada sia troppo legata alla nuova classe dirigente gestita dal partito al potere, cioè l'MPLA (Ferreira, 1977, p. 38-50).

### Dall'indipendenza all'attualità letteraria
Nei primi anni di costruzione del Paese e della propria identità nazionale, inizia in Angola l'inevitabile dibattito sull'autenticità dei temi, delle opere e ovviamente della lingua. Ci si chiede quale debba essere la reale espressione della letteratura angolana. Nello specifico della lingua la scelta deve essere compiuta tra portoghese e la lingua, anzi, le lingue angolane. Una o l'altra opzione indicano due diverse posizioni. La prima è dalla parte del pragmatismo di chi sostiene che, essendo già gran parte delle opere scritte in lingua europea, si possa tranquillamente raggiungere una pacifica convivenza di autenticità letteraria e non originalità linguistica; la seconda indica la necessità di esprimersi nella propria lingua per sottolineare l'identità di un popolo che ormai ha rotto con il suo passato coloniale. Indipendentemente dalle due posizioni, va sottolineato il bisogno di una nazione che si sta costruendo e che deve necessariamente scegliere, in maniera autonoma, come dar voce alla propria cultura e letteratura. A tutt'oggi si nota come la linea pragmatista abbia prevalso soprattutto per una maggiore facilità comunicativa e per una più ampia diffusione di opere, ideali e messaggi politici.
Soprattutto all'interno dell'U.E.A., ma anche nelle altre nuove associazioni letterarie, il dibattito è tuttora acceso, mentre un notevole numero d'intellettuali di spicco inizia a riformulare il proprio linguaggio. Tra questi i poeti Manuel Rui, Arlindo Barbeitos, David Mestre e Ruy Duarte de Carvalho. Questo ristretto nucleo di autori cerca di definire una tradizione poetica in tutti i sensi rivoluzionaria, riuscendo comunque a raggiungere il più ampio pubblico di lingua portoghese. Continuano inoltre le sperimentazioni linguistiche, in campo narrativo, di quegli autori (Luandino e Xitu in primis) che, pur mantenendo un linguaggio nel complesso sufficientemente comprensibile a un parlante portoghese, pongono l'accento sulla loro angolanidade, il loro apego à terra (l'attaccamento alla terra), alle sue tradizioni, alla cultura e alla peculiarità linguistica nella quale il popolo angolano si riconosce.
La situazione dell'Angola post guerra di liberazione è molto complessa. Il Paese si trova a fare i conti con una disastrata situazione economica, con aspre tensioni sociali e con la lunga guerra civile che si protrae almeno fino al 2002. Nonostante questo difficilissimo clima, e i non pochi impedimenti a pubblicare e diffondere i propri lavori, si possono indicare un certo numero di scrittori attivi in quest'ultima fase letteraria.
Tra essi le figure centrali sono: José Eduardo Agualusa, João Melo, José Luís Mendoça, J.A.S. Sopito Feijoó K., Luís Kandjimbo, Ana Paula Tavares e Ana de Santana.
José Eduardo Agualusa è quello che ha avuto maggior diffusione internazionale. Nasce a Huambo nel 1960 e vive tra Angola, Portogallo e Brasile scrivendo racconti e romanzi. Varie delle sue opere, come A conjura (La congiura, 1989), e Nação crioula (Nazione Creola, 1997), sono ambientate nell'Angola tra la fine del XIX e l'inizio del XX secolo, ambito cronologico che vede il sorgere di una società creola e multiculturale (del tutto simile alla coeva borghesia "meticcia" brasiliana) in seguito soppressa dall'inasprirsi della politica coloniale lusitana.